# Cucullia scoparioides
Cucullia scoparioides là một loài bướm đêm trong họ Noctuidae.